# هيرمان فينك
هيرمان فينك (بالإنجليزية: Herman Fink)‏ هو لاعب كرة قاعدة أمريكي، ولد في 22 أغسطس 1911 في كونكورد في الولايات المتحدة، وتوفي في 24 أغسطس 1980 في ساليسبري في الولايات المتحدة.

## وصلات خارجية
- هيرمان فينك على موقعبيزبول رفرنس.كوم (الدوري الرئيسي) (الإنجليزية)
- هيرمان فينك على موقعبيزبول رفرنس.كوم (الدوري الثانوي) (الإنجليزية)